# Aphaenogaster oligocenica
Aphaenogaster oligocenica é uma espécie de inseto do gênero Aphaenogaster, pertencente à família Formicidae.